# Megachile brunissima
Megachile brunissima är en biart som först beskrevs av Pasteels 1965.  Megachile brunissima ingår i släktet tapetserarbin, och familjen buksamlarbin. Inga underarter finns listade i Catalogue of Life.